# Платт-Сентер (Небраска)
Платт-Сентер (англ. Platte Center) — селище (англ. village) в США, в окрузі Платт штату Небраска. Населення — 333 особи (2020).

## Географія
Платт-Сентер розташований за координатами 41°32′15″ пн. ш. 97°29′19″ зх. д. / 41.53750° пн. ш. 97.48861° зх. д. (41.537427, -97.488475).  За даними Бюро перепису населення США в 2010 році селище мало площу 0,78 км², уся площа — суходіл.

## Демографія
Згідно з переписом 2010 року, у селищі мешкало 336 осіб у 141 домогосподарстві у складі 93 родин. Густота населення становила 433 особи/км².  Було 146 помешкань (188/км²).
Расовий склад населення:
| - 97,0 % — білих - 0,3 % — азіатів |

До двох чи більше рас належало 2,7 %. Частка іспаномовних становила 0,3 % від усіх жителів.
За віковим діапазоном населення розподілялося таким чином: 25,9 % — особи молодші 18 років, 53,6 % — особи у віці 18—64 років, 20,5 % — особи у віці 65 років та старші. Медіана віку мешканця становила 40,5 року. На 100 осіб жіночої статі у селищі припадало 107,4 чоловіків;  на 100 жінок у віці від 18 років та старших — 104,1 чоловіків також старших 18 років.
Середній дохід на одне домашнє господарство  становив 56 366 доларів США (медіана — 53 281), а середній дохід на одну сім'ю — 67 227 доларів (медіана — 66 667). Медіана доходів становила 43 750 доларів для чоловіків та 27 917 доларів для жінок. За межею бідності перебувало 5,6 % осіб, у тому числі 6,3 % дітей у віці до 18 років та 4,9 % осіб у віці 65 років та старших.
Цивільне працевлаштоване населення становило 175 осіб. Основні галузі зайнятості: виробництво — 29,7 %, освіта, охорона здоров'я та соціальна допомога — 14,9 %, роздрібна торгівля — 9,7 %, будівництво — 8,0 %.